# ورقة 100 جنيه إسترليني بنك اسكتلندا
ورقة 100 جنيه إسترليني بنك اسكتلندا هي أكبر فئة من الأوراق النقدية التي يصدرها بنك اسكتلندا. ورقة البوليمر الحالية أصدرت في عام 2022 على وجه الورقة صورة والتر سكوت، على الظهر فلورا موراي.

## التاريخ
بدأ البنك الملكي الاسكتلندي بإصدر ورقة 100 جنيه إسترليني في عام 1695 في نفس العام الذي أسس فيه البنك. كانت الأوراق النقدية المبكرة أحادية اللون وتُطبع على جانب واحد فقط. نظم قانون الأوراق النقدية (اسكتلندا) لعام 1845 إصدار البنوك الاسكتلندية الأوراق النقدية حتى استبدل بقانون البنوك لعام 2009. الأوراق النقدية الاسكتلندية هي عملة قانونية مقبولة بشكل عام في جميع أنحاء المملكة المتحدة. وهي أصلية كما الأوراق النقدية التي يصدرها بنك إنجلترا. ورقة 100 جنيه إستراليني هي حاليًا أكبر فئة من الأوراق النقدية الصادرة عن بنك اسكتلندا.
أصدرت سلسلة الذكرى المئوية الثالثة في عام 1995 وسميت بذلك نسبة إلى الذكرى الثلاثمائة لتأسيس البنك، على وجه كل أوراق السلسلة والتر سكوت. على ظهر ورقة 100 جنيه إسترليني صورة مبنى المقر الرئيسي للبنك وتمثيل لقطاع السياحة في اسكتلندا وثلاث دوائر على اليمين هم رمز بنك الكتان البريطاني (الذي اندمج مع بنك اسكتلندا في عام 1971)، وصليب ذهبي (جزء من شعار البنك) والسفينة (رمز بنك الاتحاد الاسكتلندي الذي اندمج مع بنك اسكتلندا في عام 1955.
أصدرت سلسلة الجسور في عام 2007. تغيير تصميم الظهر حيث أضيف جسر كيسوك. حدث النص إلى أسلوب أكثر حداثة وكبر حجم الأرقام لتساعد ضعاف البصر. أصدرت ورقة 100 جنيه إسترليني بوليمر في 9 مايو 2022 تغير لون الورقة من الأحمر إلى الفيروزي وأضيف صورة فلورا موراي على الظهر.

## الإصدارات
| السلسلة                | تاريخ الإصدار  | اللون  | الحجم        | التصميم                               |
| ---------------------- | -------------- | ------ | ------------ | ------------------------------------- |
| الذكرى المئوية الثالثة | 1995           | أحمر   | 163 × 90 ملم | الوجه: والتر سكوت؛ الظهر: السياحة     |
| الجسور                 | 17 سبتمبر 2007 | أحمر   | 163 × 90 ملم | الوجه: والتر سكوت؛ الظهر: جسر كيسوك   |
| البوليمر               | 9 مايو 2022    | فيروزي | 153 × 81 ملم | الوجه: والتر سكوت؛ الظهر: فلورا موراي |

المعلومات مأخوذة من موقع لجنة المصرفيين الاسكتلنديين.

## روابط خارجية
- The Committee of Scottish Bankers website